# Енбекту (Актюбинская область)
Енбекту (каз. Еңбекту) — село в Айтекебийском районе Актюбинской области Казахстана. Входит в состав Карабутакского сельского округа. Код КАТО — 153453400.

## Население
В 1999 году население села составляло 497 человек (244 мужчины и 253 женщины). По данным переписи 2009 года, в селе проживало 350 человек (165 мужчин и 185 женщин).